# El Viti
Santiago Martín Sánchez, conocido como El Viti (Vitigudino, 18 de julio de 1938), es un matador de toros español retirado. Es el torero que más veces ha salido por la puerta grande de Las Ventas, con 14 salidas en total.

## Biografía

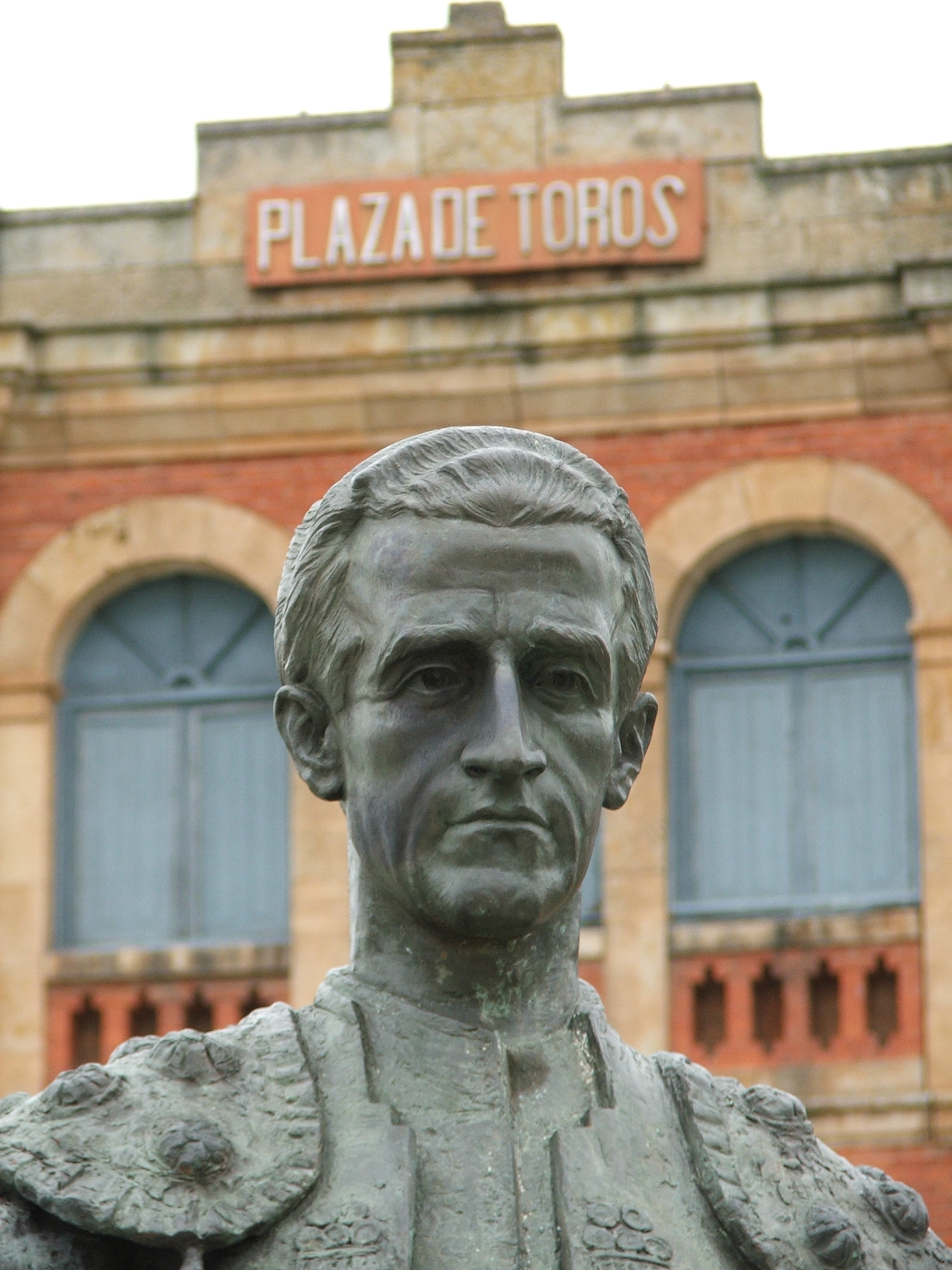
Detalle de escultura de El Viti

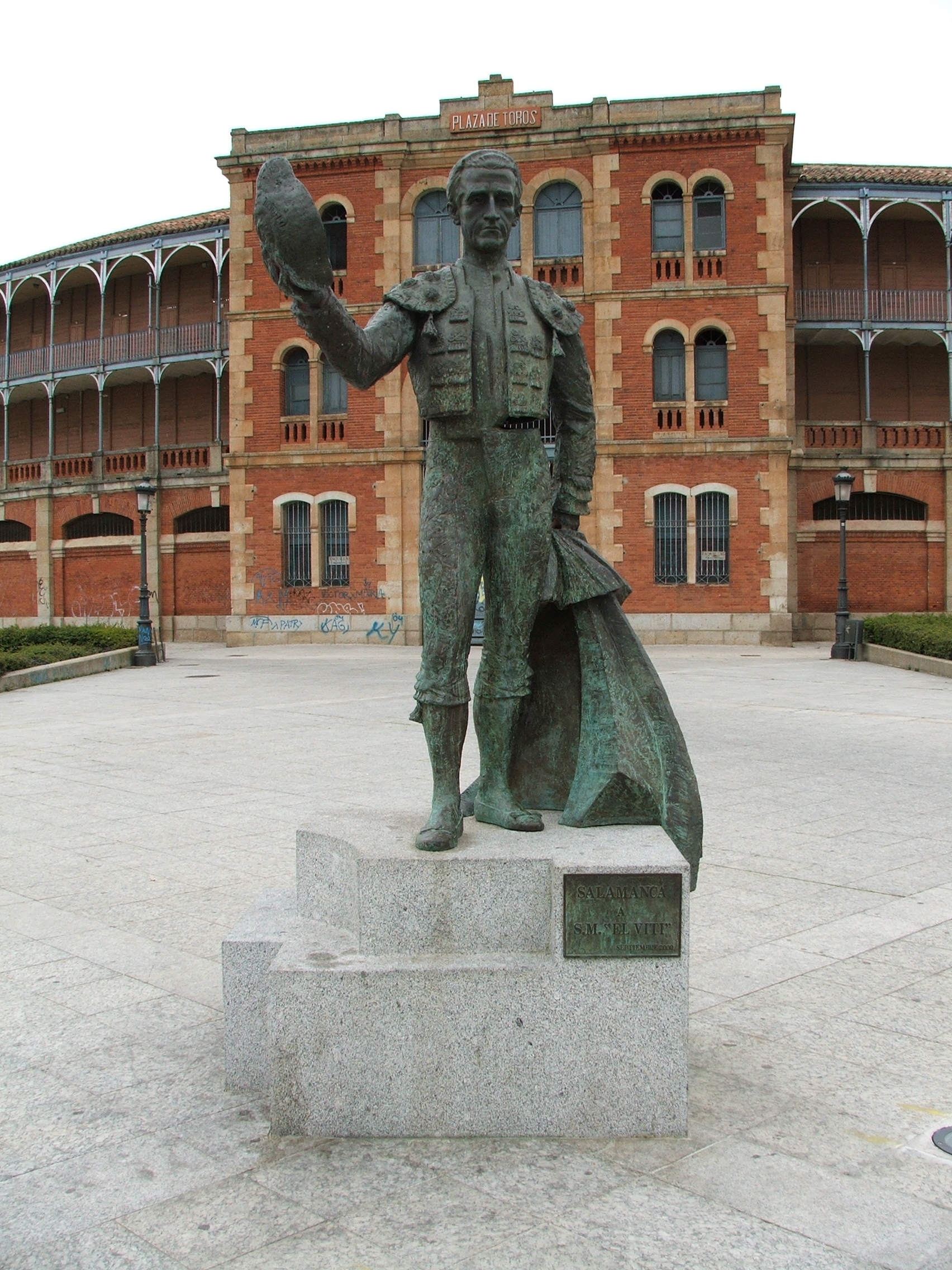
Estatua de El Viti, frente a la Puerta del Toro de La Glorieta (plaza de toros de Salamanca), erigida en septiembre de 2000.

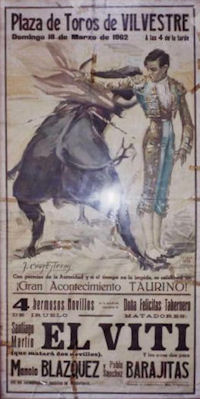
Cartel de la corrida de El Viti en Vilvestre.

Pasó su infancia a caballo entre las localidades salmantinas de Vitigudino, su localidad natal, y Vilvestre, localidad natal de su madre. Tomó el apodo de El Viti  de su ciudad natal, Vitigudino,que le impuso el maestro de la localidad, don Manuel Blanco Moreno, donde tiene una estatua dedicada en el parque que tiene su nombre Santiago Martín "El Viti".
El Viti ha sido el primer gran torero surgido en Salamanca, en pleno florecimiento ganadero de la provincia charra. Caracterizado por la sobriedad y el buen oficio de la llamada «escuela salmantina», se vistió por primera vez de luces en agosto de 1956, en la plaza de su localidad natal. Se dio a conocer como novillero en la vieja plaza de Vistalegre, en Carabanchel (Madrid), en 1959. Siendo novillero, le volteó una res en Francia provocándole una fractura en su brazo izquierdo. Esta lesión le dejó una pequeña secuela que le impedía estirar el brazo completamente y que, en lugar de dificultarle su arte, le confirió un estilo singular e inimitable en su toreo al natural (es decir, cuando se da salida al toro por el mismo lado de la mano que sostiene la muleta):

Este pequeño defecto hizo sensacional el toreo al natural de "El Viti", porque tenía que suplir con el juego de la muñeca el defecto de extensión del codo. Así, el toro siempre iba para adentro y nunca se desplazaba demasiado. El Viti fue un valiente, porque para torear así de despacio sin abusar de los toques y los muñecazos teniendo un brazo a la virulé hay que ser un héroe.
Domingo Delgado de la Cámara, Revisión del toreo (2002)

Tomó la alternativa en Madrid el 13 de mayo de 1961, durante la Feria de San Isidro, de manos del toledano Gregorio Sánchez y con Diego Puerta como testigo y toros de la ganadería de Alipio Pérez-Tabernero, el toro de su doctorado se llamaba Guapito. Esa tarde salió por la puerta grande junto a ambos diestros. El 30 de diciembre de 1962 se presentó en la Plaza México siendo su padrino Jorge “Ranchero” Aguilar y de testigo a Antonio del Olivar, y el toro Voluntario de la ganadería La Punta. El 18 de marzo de 1962 fue una fecha especial para los habitantes de Vilvestre, ya que en esa fecha, "El Viti", regresa a Vilvestre de manera triunfal para protagonizar una corrida histórica que todos sus habitantes recuerdan. En 1964 encabezó el escalafón taurino. En 1965 logró la Oreja de Oro de Plaza México por su actuación el 4 de marzo, con una valiente faena al toro Limoncito de Las Huertas. 
Se recuerda en particular una faena en la plaza de Vistalegre, en 1968, tras la que cortó el rabo y la afición le sacó a hombros durante varios kilómetros hasta el Puente de Toledo. También fue uno de los toreros favoritos del exigente público de La Maestranza de Sevilla, pese a no ser andaluz. Muy influido por la estética de Belmonte, representó durante años la seriedad y la tradición neoclásica en la tauromaquia, estando considerado por la crítica como uno de los mejores muleteros de la historia. Además, fue aclamado por la faena en Plaza México de 4 de enero de 1970 a Aventurero de la ganadería Tequisquiapan. El 12 de diciembre de 1975 en Bogotá protagonizó un hecho inédito que no se ha vuelto a repetir, que fue que tanto El Viti, Palomo Linares como Enrique Calvo "El Cali" indultaron, uno cada uno, un toro de la ganadería Vistahermosa.

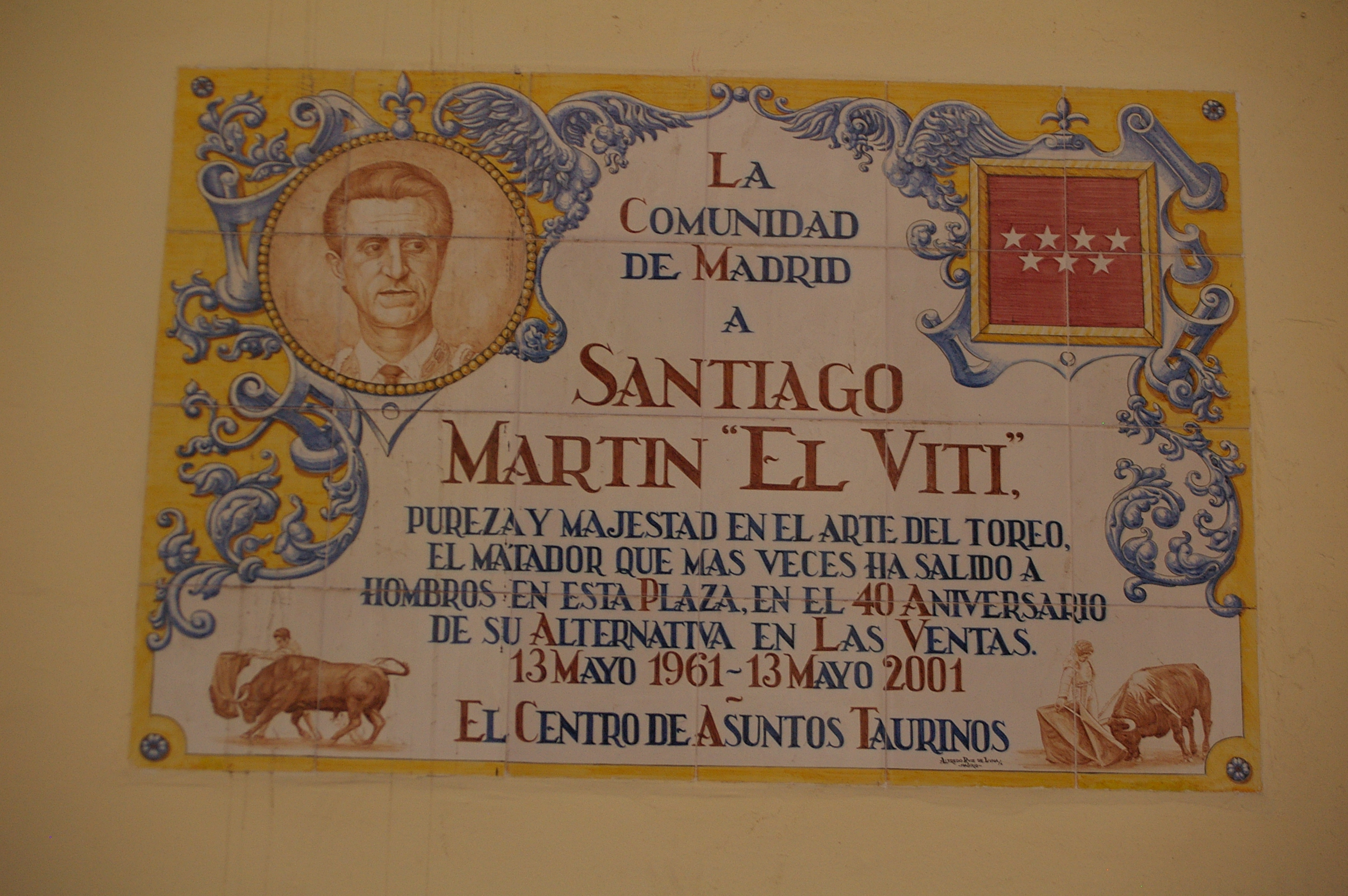
Placa conmemorativa del 40 aniversario del debut de El Viti en Las Ventas.

Pero El Viti fue sobre todo el rey de Las Ventas, la plaza más importante del mundo, y quien más veces ha abierto su Puerta Grande: 16 veces salió a hombros, 14 como matador y dos como novillero; hizo doblete, con dos puertas grandes en los años 1960 (novillero), 1965, 1966, 1969 y 1970. En total cortó 40 orejas como matador en el coso madrileño. De carácter serio, retraído y solemne, El Viti fue un maestro consumado con la muleta, tanto con la mano derecha como con la izquierda: con una perfecta colocación, toreaba en redondo con una cadencia y temple no vistos desde tiempos de Manolete, aunque siempre muy cruzado y nunca de perfil. Finalmente, remataba su serie de naturales con algunos de los pases de pecho más artísticos que se han visto nunca. Si con la muleta fue insuperable, su dominio del capote y del estoque también fueron muy buenos, lo que hace que las grandes faenas de El Viti todavía se recuerden como ejemplo de perfección. 
Ha toreado más de 800 corridas. Santiago Martín se retiró de los ruedos en Valladolid, al finalizar la temporada taurina el 16 de septiembre de 1979. Durante unos años ejerció de ganadero.

## El Viti en la cultura popular
Francisco Almagro escribió la letra de S.M. El Viti; pasodoble torero cuya música fue compuesta por M. Villacañas y se publicó  por la Unión Musical Española en 1965. Señalar además el pasodoble Aquí está El Viti del autor Felipe Blanco Aguirre.
En cuanto al jazz, en 1960 Duke Ellington grabó los arreglos para piano de El Viti, canción del compositor y músico de jazz Gerald Wilson. En 1966 Jack Wilson (pianista de jazz) realizó una versión a la trompeta de la misma llamada The Matador, en homenaje al Viti, que es la única que ha grabado con la orquesta de Duke Ellington. Paul Gonsalves, otro jazzista, grabó también con la orquesta de Duke Ellington otra versión en 1962 de El Matador: El Viti que fue publicado en el disco Jazz Masters (100 Ans de Jazz) de estilo Big Band, por el sello Record.

## Distinciones
- Se le concedió en 1997 la Medalla de Oro de las Bellas Artes que otorga el Ministerio de Cultura de España.[8]
- En 2009 recibió el Premio de las Artes de Castilla y León por su trayectoria profesional como matador de toros, «cuya dilatada carrera le llevó a alcanzar las cimas de la tauromaquia».[9]
- En 2011 recibió la Medalla de Oro de la provincia de Salamanca otorgada por la Diputación por el apoyo  al desarrollo cultural de la provincia de Salamanca.[10]
- El 8 de octubre de 2015 recibe en Valladolid el Premio Tauromaquia de Castilla y León 2015 creado por la Junta de Castilla y León ese mismo año, de manos su presidente Juan Vicente Herrera.[11]